# Nadleśnictwo Staszów
Nadleśnictwo Staszów – jednostka organizacyjna Lasów Państwowych podległa Regionalnej Dyrekcji Lasów Państwowych w Radomiu. Siedziba nadleśnictwa znajduje się w Staszowie, w powiecie staszowskim, w województwie świętokrzyskim.
Nadleśnictwo obejmuje część powiatów opatowskiego, sandomierskiego i staszowskiego.

## Historia
W 1923 rozporządzeniem Ministra Rolnictwa powołano nadleśnictwo Sandomierz. Po II wojnie światowej w wyniku znacjonalizowania przez komunistów lasów prywatnych, powstały nadleśnictwa Rytwiany (od 1950 Golejów), Sichów i Kurozwęki. Powiększono również nadleśnictwo Sandomierz (od 1951 Klimontów).
1 stycznia 1973 do nadleśnictwa Golejów przyłączono nadleśnictwa Sichów i Klimontów, a do nadleśnictwa Kurozwęki cześć nadleśnictwa Chmielnik. W 1977 w wyniku dostosowania granic jednostek organizacyjnych Lasów Państwowych do aktualnego podziału administracyjnego kraju, nadleśnictwa Golejów i Kurozwęki zostały istotnie okrojone. 1 stycznia 1980 nadleśnictwa Golejów i Kurozwęki zostały połączone, tworząc nadleśnictwo Staszów z siedzibą z byłym budynku nadleśnictwa Kurozwęki, którą później przeniesiono do nowo wybudowanego budynku.

## Ochrona przyrody
Na terenie nadleśnictwa znajdują się dwa rezerwaty przyrody:
- Dziki Staw
- Zamczysko Turskie.

## Drzewostany
Typy siedliskowe lasów nadleśnictwa (z ich udziałem procentowym):
- lasy 57,93%
- bory 31,30%
- lasy wyżynne 10,67%
- bory wyżynne 0,11%

Gatunki lasotwórcze lasów nadleśnictwa (z ich udziałem procentowym):
- sosna 71%
- dąb 13%
- buk 4%
- olsza 4%
- brzoza 3%
- jodła 3%
- pozostałe 2%

Przeciętna zasobność drzewostanów nadleśnictwa wynosi ponad 270 m³/ha, a przeciętny wiek 66 lat. 88,5% lasów to sztuczne nasadzenia, drzewostany naturalne stanowią 11,2%, a odroślowe 0,3%.